# Operazione Burza
L'operazione Burza (in polacco akcja „Burza”, "tempesta") fu una serie di rivolte anti-naziste condotte durante la seconda guerra mondiale dall'esercito di resistenza polacco (Armia Krajowa, AK), la forza dominante nella resistenza polacca.
L'operazione aveva lo scopo di prendere il controllo delle città e delle aree occupate dai tedeschi mentre stavano preparando le loro difese contro l'avanzata dell'Armata Rossa. Le autorità civili polacche erano ben contente di prendere il potere prima dell'arrivo dei sovietici.
Alla fine la rivolta fu in gran parte senza successo, data dalla mancanza di sostegno sia da parte degli alleati occidentali che dell'unione sovietica, la quale risulta il maggiormente beneficiato durante la rivolta.

## Storia
Sin dalla sua nascita nel 1942, l'Esercito Nazionale polacco (Armia Krajowa) si stava preparando per uno scontro armato nazionale contro i tedeschi. Il quadro di base per la sollevazione fu creato nel mese di settembre 1942. Secondo il piano, la rivolta sarebbe stata ordinata dal comandante polacco in capo in esilio a Londra, quando la sconfitta della Wehrmacht sul fronte orientale sarebbe stata evidente. La rivolta doveva iniziare nella Polonia Centrale: nel "Governatorato Generale", Zagłębie, Voivodato di Cracovia, e nelle aree di Białystok e Brześć.
Gli obiettivi fondamentali dell'insurrezione erano:
- fine dell'occupazione tedesca;
- raccogliere le armi e le forniture necessarie per un esercito regolare polacco in Polonia;
- contrastare la minaccia dell'esercito insurrezionale ucraino;
- ricostruire un Wojska Lądowe ("esercito polacco regolare");
- ricostruire l'autorità civile, le comunicazioni e un'industria bellica;
- mantenere la pace e l'ordine dietro le linee avanzate;
- iniziare le operazioni offensive contro le forze Wehrmacht ancora sul suolo polacco.

La ricostruzione di un esercito regolare polacco doveva basarsi sull'ordine di battaglia pre-guerra polacco. Le unità dell'esercito nazionale dovevano essere trasformate in divisioni regolari. Inizialmente per essere creati erano necessarie 16 divisioni di fanteria, tre brigate di cavalleria e una brigata motorizzata, da dotarsi di armi catturate o con armi e forniture donate dagli alleati. La seconda fase prevedeva la ricostruzione di altre 15 divisioni e 5 brigate di cavalleria che, prima della seconda guerra mondiale, erano state sistemate nella Polonia orientale e occidentale.
Il piano fu realizzato soltanto in parte. A partire dal 1943, le unità dell'esercito nazionale furono raggruppate in unità più grandi che portano i nomi e i numeri di pre guerra: divisioni, brigate e reggimenti polacche.

## Alleati dei nostri alleati
All'inizio del 1943, dopo la sconfitta tedesca nella battaglia di Stalingrado, risultava chiaro che i sovietici sarebbero stati la forza che l'esercito nazionale avrebbe dovuto affrontare e che il pianificato aumento delle forze polacche dovesse affrontare un esercito tedesco ancora potente.
Nel febbraio 1943, il capo dell'esercito nazionale, il generale Stefan Rowecki, modificò il piano polacco. La nuova rivolta polacca avrebbe avuto luogo in tre fasi. La prima tappa sarebbe un aumento armato a est (con i principali centri di resistenza a Leopoli e Vilnius) prima dell'arrivo dell'Armata Rossa. In preparazione, fu costituita l'organizzazione di resistenza "Wachlarz". La seconda fase sarebbe una lotta armata nella zona tra la linea Curzon e il fiume Vistula; e la terza fase sarebbe un aumento nazionale del resto della Polonia.
Il 25 aprile 1943, le relazioni diplomatiche polacche-sovietiche furono infrante da Joseph Stalin a causa delle indagini polacche sui massacri di Katyń, e risultava chiaro che l'esercito sovietico da lì in avanti non sarebbe potuto entrare in Polonia come liberatore ma, come afferma il generale Rowecki, "alleato dei nostri alleati". Il 26 novembre 1943, il governo polacco in esilio emise istruzioni che, se le relazioni diplomatiche non avessero ripreso con l'Unione Sovietica prima che i sovietici entrassero in Polonia, le forze dell'esercito nazionale dovevano rimanere sotterrate, ovvero in esilio, in attesa di ulteriori decisioni. Il maggior problema è che in Polonia già combattevano due linee politicamente differenti, quella del governo polacco in esilio e quella dell'Unione Sovietica che ben presto si troveranno l'una contro l'altra.
Il comandante dell'esercito nazionale, però, adottò un approccio diverso e il 30 novembre 1943 fu redatta una versione definitiva del piano.

## Panoramica dell'operazione
Il piano era quello di collaborare con l'avanzata dell'Armata rossa ad un livello tattico, mentre le autorità civili polacche uscivano dal "sotterraneo" e prendevano il potere nel territorio polacco controllato dagli alleati. Questo piano era stato già approvato dal delegato del governo in esilio e dal parlamento "sotterraneo" polacco (Krajowa Reprezentacja Polityczna).
Il 2 gennaio 1944, le forze dell'Armata Rossa del 2° Fronte bielorusso attraversarono il confine pre-guerra polacco dando inizio all'operazione Tempesta. La divisione riuscì a contattare i comandanti dell'Armata Rossa e iniziò le operazioni congiunte con successo contro la Wehrmacht. Insieme si ritrovarono a Kovel' (6 aprile) e Volodymyr-Volyns'kyj. La divisione sarà ben presto costretta a ritirarsi verso ovest, e nella zona del Polesia fu attaccata da entrambe le forze, tedesche e sovietiche. I soldati polacchi fatti prigionieri dai sovietici ebbero la scelta di aderire all'Armata rossa o di essere inviati presso i campi di lavoro forzato sovietici, i Gulag. I resti della divisione attraversarono il fiume Bug Occidentale, dove furono attaccati dalle unità partigiane sovietiche. Dopo aver liberato le città di Lubartów e Kock, la divisione (ridotta a circa 3200 uomini) fu circondata dall'Armata Rossa e catturata.

## Risultati ottenuti
La soppressione da parte dei tedeschi dell'insurrezione di Varsavia, in assenza di assistenza sovietica agli insorti, segnò la fine dell'operazione Tempest. Joseph Stalin non avrebbe permesso al governo polacco di ristabilire l'esilio e, invece, creò un governo fantoccio a sostegno di Mosca, arrestando o uccidendo il personale dell'esercito nazionale polacco e i membri delle autorità civili. La priorità strategica dei tedeschi era ora orientata verso il sud, sui campi petroliferi in Romania. Nell'autunno 1944 molte unità dell'esercito nazionale furono sciolte, mentre le restanti forze tornano nel "sotterraneo".